# 21375 Fanshawe
21375 Fanshawe este o planetă minoră (asteroid) din centura de asteroizi. A fost descoperită pe 31 decembrie 1997 la Observatorul Național Kitt Peak de Spacewatch. 
Obiectul prezintă o orbită caracterizată de o semiaxă mare de 2,1574488 UAi, o excentricitate de 0,04, o înclinație de 3,93948 ° în raport cu ecliptica.